# Pierre Marie Baille
Pierre Maria Baille, nacido en 1750 en Marsella, Bouches-du-Rhône,  muerto en prisión el 2 de septiembre de 1793 en Toulon, Var, fue un político francés que ejerció su actividad durante el periodo de la Revolución.

## Actividad política
Pier Marie Baille que realizó sus estudios en los Oratiens de Marsella, no parecía predestinado a la acción revolucionaria, pero en septiembre de 1792, con la ayuda de su amigo Charles Barbaroux, fue elegido diputado por el departamento de Bouches-du-Rhône a la Convención Nacional. A su llegada a París, se separa de su amigo y se une a los diputados de la Montaña. Durante el proceso de Luis XVI, vota a favor de la muerte del rey.
El 30 de abril de 1793, la Convención le envía junto a Charles Nicolas Beauvais de Préau al ejército de Italia. Ellos son los responsables de restablecer la calma en Toulon, donde los acontecimientos no les son favorables. La violencia de las medidas que tomaron, arrestos masivos, incorporaciones forzosas al ejército, embargos, requisaciones y otras, hicieron que la burguesía de Toulon se pusiera en su contra.
El 3 de junio de 1793, viaja a Niza. Cometió el error de regresar el 18 de julio a Toulon en el momento en que estallaba en la ciudad una revuelta de los partidarios monárquicos. Fue arrestado y encarcelado. En la prisión se entera de que su padre también ha sido detenido. El 2 de septiembre de 1793, se ahorca en su celda poco antes de comparecer ante un tribunal.